# Emmelina lochmaius
Emmelina lochmaius is een vlinder uit de familie vedermotten (Pterophoridae). De wetenschappelijke naam van deze soort is voor het eerst geldig gepubliceerd in 1974 door Bigot.
De soort komt voor in tropisch Afrika.